# 퓌르트

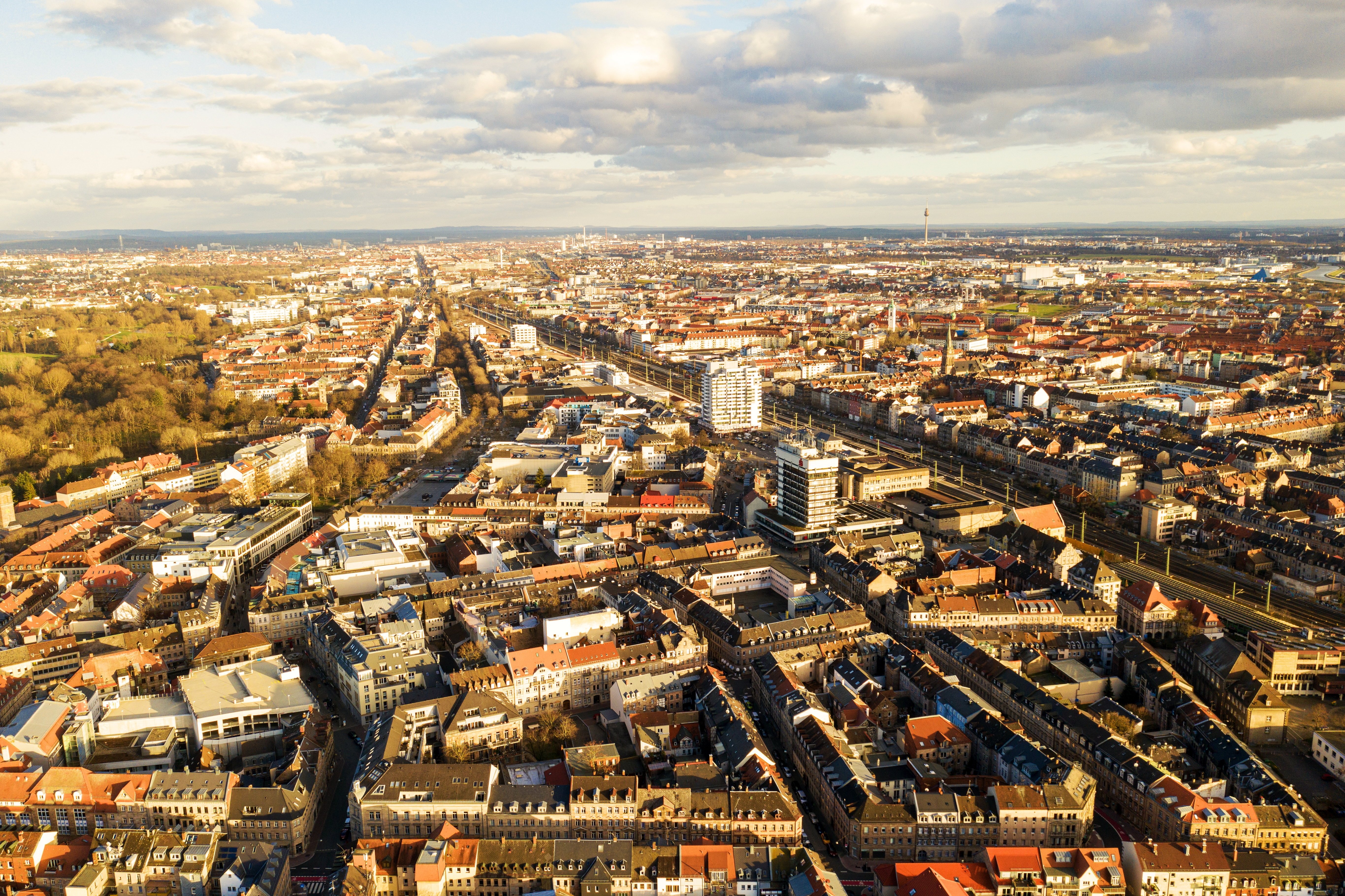
뉘른베르크 방향의 도심 전경

퓌르트(독일어: Fürth)는 독일 남부 바이에른주 미텔프랑켄현에 있는 도시이다. 인구 114,044(2009).
바이에른 주 서북부, 프랑켄 지방의 주요 도시이다. 레드니츠 강과 페그니츠 강이 합류하여 레그니츠 강을 이루는 지점에 위치하며, 뉘른베르크와 접한다. 8세기에 건설되었고, 1007년 하인리히 2세가 새로 설정된 밤베르크 주교령에 이 곳을 이관하면서 퓌르트가 처음 문헌에 언급되었다. 이후 오랜 세월 동안 밤베르크·안스바흐·뉘른베르크가 지배권을 주장했다. 19세기부터 바이에른에 속했다. 1835년 독일 최초의 철도가 뉘른베르크와의 사이에 개통되었고, 이후 철도와 수상 교통의 요지로 성장했다. 레그니츠 강으로 마인강과 연결되며, 라인 마인 도나우 운하의 항구이며, 남쪽의 뉘른베르크, 북쪽의 에를랑겐과 함께 남부 독일의 주요 산업지역으로 발전하여 있다.

## 출신 인물
- 루트비히 에르하르트
- 헨리 키신저